# Béla Goldoványi
Béla Goldoványi   (Budapest, 20 de desembre de 1925 - Budapest, 16 de novembre de 1972) fou un atleta hongarès, ja retirat, especialista en curses de velocitat, que va competir durant les dècades de 1940 i 1950.
Durant la seva carrera esportiva va prendre part en tres edicions dels Jocs Olímpics d'Estiu. El 1948, als Jocs de Londres, disputà dues proves del programa d'atletisme. Fou quart en els 4x100 metres relleus, mentre en els 100 metres quedà eliminat en sèries. Quatre anys més tard guanyà la medalla de bronze en els 4x100 metres relleus, rere l'equip estatunidenc i soviètic, i formant equip amb László Zarándi, Géza Varasdi i György Csányi. El 1956, a Melbourne, disputà els seus tercers i darrers Jocs. Fou eliminat en sèries en les dues proves que disputà.
En el seu palmarès destaca una medalla d'or en els 4x100 metres del Campionat d'Europa d'atletisme de 1954, amb el mateix equip que guanyà la medalla olímpica, i divuit campionats nacionals: cinc dels 100 metres (1947, 1952, 1953, 1954, 1955 i 1958), vuit dels 200 metres (1947, 1952 a 1958), tres dels 4x100 metres (1952, 1953 i 1954) i un dels 4x400 metres (1947). Va millorar el rècord nacional del 4x100 metres en tres ocasions.

## Millors marques
- 100 metres. 10.5" (1954)
- 200 metres. 21.2" (1955)[1]